# Daltonia baldwinii
Daltonia baldwinii är en bladmossart som beskrevs av Brotherus 1927. Daltonia baldwinii ingår i släktet Daltonia och familjen Daltoniaceae. Inga underarter finns listade i Catalogue of Life.